# جون أوسكار إغيلاند
جون أوسكار إغيلاند (بالنرويجية البوكمول: John Oscar Egeland)‏ هو شخصية أعمال وكاتب نرويجي، ولد في 14 يوليو 1891، وتوفي في 2 سبتمبر 1985.